# Թ
T'o o To (mayúscula: Թ; minúscula: թ; en armenio: թո, թօ) es la novena letra del alfabeto armenio. Tiene un valor numérico de 9.
Fue creada por Mesrop Mashtots en el siglo V d. C. Representa la oclusiva alveolar sorda aspirada (/tʰ/) tanto en el armenio oriental como occidental.
Su forma es similar a P; sin embargo, estas no están relacionadas.

## Códigos informáticos
| Carácter      | Թ                          | Թ                          | թ                        | թ                        |
| ------------- | -------------------------- | -------------------------- | ------------------------ | ------------------------ |
| Unicode       | ARMENIAN CAPITAL LETTER TO | ARMENIAN CAPITAL LETTER TO | ARMENIAN SMALL LETTER TO | ARMENIAN SMALL LETTER TO |
| Codificación  | decimal                    | hex                        | decimal                  | hex                      |
| Unicode       | 1337                       | U+0539                     | 1385                     | U+0569                   |
| UTF-8         | 212 185                    | D4 B9                      | 213 169                  | D5 A9                    |
| Ref. numérica | &#1337;                    | &#x539;                    | &#1385;                  | &#x569;                  |

## Galería

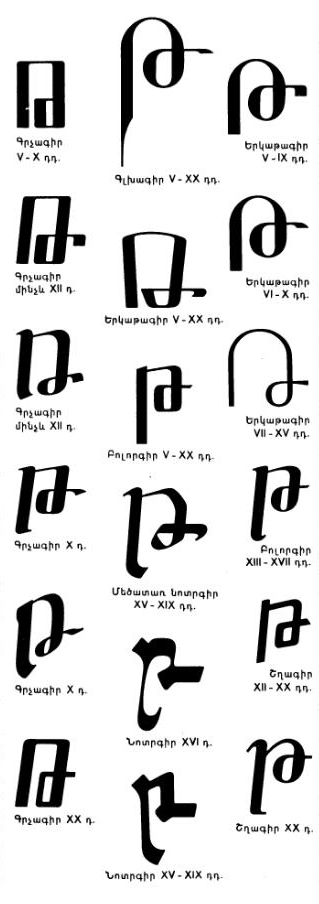
Varias fuentes históricas

Erkat'agir redondeada
Erkat'agir angular
Bolorgir
Notrgir
Shghagir
Forma tipográfica
Forma manuscrita

## Braille

Armenio oriental
Armenio occidental

## Caracteres relacionados y similares
- T t : Letra latina T
- Th : Dígrafo latino Th
- Ꚋ ꚋ : Letra cirílica Te con gancho central
- Ҭ ҭ : Letra cirílica Te con descendente
- Ⴒ ⴒ ტ : Letra georgiana T'ari